# وادي الحجر (تعز)
وادي الحجر هي إحدى قرى الجمهورية اليمنية. تتبع جغرافيا لمحافظة تعز وإداريًا لمديرية شرعب السلام. يبلغ تعداد سكانها 2882 نسمة حسب الإحصاء الذي أجري عام 2004.